# Dufauxia kourouana
Dufauxia kourouana là một loài bọ cánh cứng trong họ Cerambycidae.